# Karel Anděl
Karel Anděl (Modřany, (Slowakije), 28 december 1884 - Praag, 17 maart 1947) was een Tsjecho-Slowaakse astronoom, selenograaf en medeoprichter van het Česká astronomická společnost (Tsjechische astronomische vereniging).
Hij was een leerkracht die astronomie als hobby had. Hij was gefascineerd door de Maan en probeerde haar in kaart te brengen. 
Hij had een internationale reputatie en werd daardoor tijdens zijn leven reeds vereerd door de Internationale Astronomische Unie (IAU), die een krater naar hem vernoemde. Deze 35 km grote krater is dicht bij de landingsplaats van de Apollo 16.
Zijn belangrijkste werk was het in kaart brengen van de maan in de Mappa Selenograhica.

## Biografie
- Mappa Selenographica, 1926, Praag.

## Eerbetoon
- De krater Andel op de Maan en de planetoïde 22465 Karelanděl werden naar hem genoemd.